# Selfie Show
Selfie Show è stato un programma televisivo trasmesso su Boing dal 2015 al 2016.
La prima edizione è andata in onda dal 28 ottobre 2015 al 30 dicembre 2015 in occasione del Super Duper Risate, il promo è stato trasmesso anche su Italia 1. La seconda edizione è andata in onda dal 21 ottobre al 23 dicembre 2016.

## Il programma
Era un programma in cui ragazzi e bambini possono inviare dei video dove mostrano delle loro abilità e vengono giudicati in base al più talentuoso in ogni puntata. La voce fuori campo che commentava le clip era Pietro Ubaldi, speaker di Boing e voce di Doraemon.

## Esportazione del format e spin off
I diritti del format del programma, ideato in Italia da Boing, sono stati acquisiti anche da altri paesi per realizzare delle edizioni locali della trasmissione.
In Spagna nel 2014 è stato trasmesso su Boing con il nome di Selfie Show - Selfie Retos.

## Edizioni
| Edizione | Inizio          | Fine             | Giorno    | Speaker       | Puntate | Rete televisiva |
| -------- | --------------- | ---------------- | --------- | ------------- | ------- | --------------- |
| 1        | 28 ottobre 2015 | 30 dicembre 2015 | Mercoledì | Pietro Ubaldi | 10      | Boing           |
| 2        | 21 ottobre 2016 | 23 dicembre 2016 | Venerdì   | Pietro Ubaldi | 10      | Boing           |